# Robert Omulo
Robert Omulo (* 1977 in Kenia) ist ein Musiker.

## Jugend
Der Musiker Robert Omulo wurde 1977 im Osten Kenias geboren. Er musste ohne seinen Vater aufwachsen, da dieser kurz vor seiner Geburt Richtung Westen gewandert war. Dies war ein Erlebnis, das nach seiner eigenen Aussage sein zukünftiges Schaffen grundlegend beeinflussen sollte. Mit sechs Jahren begann er Geigenunterricht zu nehmen und zeigte sich in diesem Zusammenhang außerordentlich begabt. Er lernte das Geigenspiel spielend und war bereits im Alter von 12 Jahren in der Lage, komplette Symphonien zu spielen und trat zusammen mit einigen lokalen Chören auf. Kurz darauf allerdings, im Jahre 1991, musste er zusammen mit seiner Mutter aus Kenia fliehen, um seinem jähzornigen Onkel zu entkommen, da dieser das Oberhaupt des Clans darstellte und Robert Omulos künstlerischen Ambitionen höchst feindselig gegenüberstand.

## Karriere
Robert Omulo und seine Mutter erreichten am 17. September 1991 Delhi, wo er sein Geigenspiel perfektionierte und sich langsam seiner großen Liebe, der Rap- und Hip-Hop-Musik zuwandte. Er verehrte Nas und versuchte, diesem Oldschool-Image treu zu bleiben. In dieser Zeit entstanden auch seine ersten selbst komponierten und produzierten Aufnahmen, die ihm in kurzer Zeit zu großer Bekanntheit verhalfen. Im Alter von 19 Jahren begann er ein Geologiestudium an der University of Delhi, denn Steine hatten ihn seit jeher fasziniert. Während seines Studiums erkrankte seine Mutter schwer und starb im April 1994 an den Folgen einer schweren Lungenentzündung. Durch das unerwartete Ereignis schwer erschüttert brach er sein Studium ab und wurde Veganer als „Zeichen seines Respekts vor der Sterblichkeit“. Mehr oder weniger zeitgleich fielen Omulos Probeaufnahmen dem berühmten indischen Produzenten K. C. Bokadia in die Hände und sein Schicksal war besiegelt. Von nun an textete und sang Omulo die Rap-Stücke der meisten indischen Filmproduktionen. Robert Omulo machte sein Filmdebüt 2005 in Arjun Sabloks Liebesdrama Neal 'N' Nikki und arbeitet zurzeit an einer Fortsetzung des Überraschungserfolgs. Robert Omulo wird heute als einer der talentiertesten Künstlern des indischen Showgeschäfts gehandelt.